# Gavilea
Gavilea es un género de orquídeas. Tiene 16 especies. Es originario sur de Chile y de Argentina.

## Descripción
Es una planta herbácea perennes de hábito terrestre  con raíces carnosas, fasciculadas . Hojas generalmente lanceoladas, membranáceas, sedosas, dispuestas en roseta basal, escapo cubierto de hojas caulinares, decreciendo de tamaño hacia el ápice. La inflorescencia espiciforme de flores pequeñas, blancas, amarillas o verdosas con verrugas y caudículas de los sépalos laterales, verde intenso.
Es un género austroamericano del sur de Chile y de Argentina. En Argentina vive en la zona húmeda occidental desde Neuquén hasta la Tierra del Fuego. Una especie llega hasta la Sierra de la Ventana al sur de la provincia de Buenos Aires; otra se ha encontrado al este a 2 km del Atlántico y una tercera en la isla más lejana del grupo de las islas Juan Fernández de Chile. Nueve especies viven en la Patagonia.

## Especies deGavilea
- Gavilea araucana (Phil.) M.N.Correa, Bol. Soc. Argent. Bot. 6: 82 (1956)
- Gavilea australis (Skottsb.) M.N.Correa, Bol. Soc. Argent. Bot. 6: 77 (1956)
- Gavilea cardioglossa (Reiche) Martic., Gayana, Bot. 57: 192 (2000)
- Gavilea gladysiae Chemisquy, Brittonia 61: 201 (2009)
- Gavilea glandulifera (Poepp. & Endl.) M.N.Correa, Bol. Soc. Argent. Bot. 6: 75 (1956)
- Gavilea insularis M.N.Correa, Revista Mus. La Plata, Secc. Bot., n.s., 11: 75 (1968)
- Gavilea kingii (Hook.f.) M.N.Correa, Bol. Soc. Argent. Bot. 6: 85 (1956)
- Gavilea litoralis (Phil.) M.N.Correa, in Fl. Patagonica 2: 195 (1969)
- Gavilea longibracteata (Lindl.) Sparre ex L.E.Navas, Fl. Cuenca de Santiago de Chile 1: 181 (1973)
- Gavilea lutea (Comm. ex Pers.) M.N.Correa, Bol. Soc. Argent. Bot. 6: 78 (1956)
- Gavilea odoratissima Poepp., Fragm. Syn. Pl.: 19 (1833)
- Gavilea platyantha (Rchb.f.) Ormerod, Oasis 2(2): 7 (2002)
- Gavilea supralabellata M.N.Correa, Bol. Soc. Argent. Bot. 11: 60 (1966)
- Gavilea trullata Ormerod, Oasis 2(2): 7 (2002)
- Gavilea venosa (Lam.) Garay & Ormerod, Oasis 2(2): 7 (2002)
- Gavilea wittei (Hicken) Ormerod, Oasis 2(2): 7 (2002)

## Sinonimia
- Asarca Poepp. ex Lindl. (1827)